# Dmitri Nikolajewitsch Patruschew

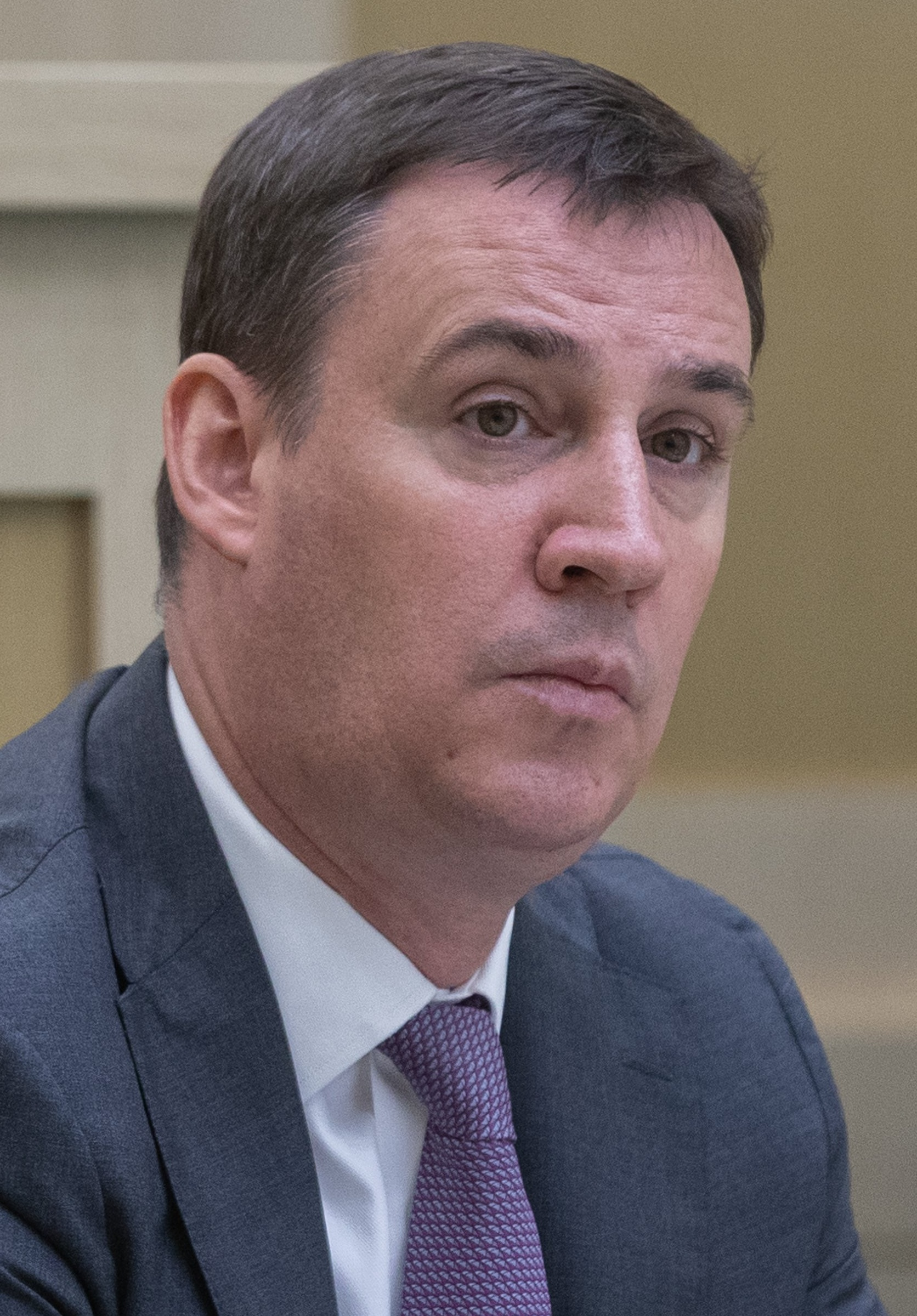
Dmitri Patruschew, 2019

Dmitri Nikolajewitsch Patruschew (russisch Дмитрий Николаевич Патрушев; * 13. Oktober 1977 in Leningrad, Sowjetunion) ist ein russischer Bankmanager und Ökonom. Ab 2018 war er Landwirtschaftsminister der Russischen Föderation, ab 2024 Vize-Premierminister.

## Leben
Patruschew wurde in Leningrad als Sohn des von 1999 bis 2008 amtierenden FSB-Chefs Nikolai Patruschew  und dessen Frau Elena Nikolaewna Patruschewa geboren. Nach Abschluss der Schule begann er ein Studium an der Moskauer Staatlichen Universität für Management, das er 1999 absolvierte. Nachdem er drei Jahre im Ministerium für Transportwesen der Russischen Föderation gearbeitet hatte, studierte er von 2002 bis 2004 das Fachgebiet Weltwirtschaft an der Diplomatischen Akademie beim russischen Außenministerium. Patruschew ist Doktor der Ökonomie und veröffentlichte zahlreiche wirtschaftswissenschaftliche Artikel und Monografien.  
2004 begann er bei der Außenhandelsbank zu arbeiten. Bereits 2007 stieg er in der zweitgrößten russischen Bank zum Vizepräsidenten auf. 2010 wechselte er in den Aufsichtsrat der Russischen Landwirtschaftsbank „Rosselchosbank“ und wurde nach kurzer Zeit Vorsitzender des Unternehmens. Seit 2016 ist er Mitglied des Aufsichtsrates des weltweit größten Erdölförderunternehmens „Gazprom“.
Am 18. Mai 2018 wurde er als Landwirtschaftsminister der Regierung der Russischen Föderation eingesetzt.
Patruschew ist Vater von sechs (unehelichen) Kindern.

## Auszeichnungen
- Orden der Ehre (26. Oktober 2016)
- Diplom der russischen Bankenvereinigung
- Ehrenurkunde des russischen Landwirtschaftsministeriums